# Germanske mytologiske væsner
Germanske mytologiske væsner er de guder, helte, overnaturlige væsner o. lign. der var en del af de førkristne germanske religioner. Bortset fra Skandinavien kendes de germanske mytologier udelukkende i meget fragmentarisk form, fx optræder et gudenavn kun i en enkelt kilde, og de mytologiske beretninger som knyttet til guderne er ofte gået tabt. Kun fra Skandinavien og Island er der blevet bevaret et så omfattende mytologisk materiale, at det har været muligt at lave relativt sikre rekonstruktioner af religiøse forestillinger. Elementer fra den Nordiske religion bliver derfor ofte benyttet som udgangspunkt for tolkninger af levn og kildefragmenter fra andre germanske områder.

## Baggrund
”Germanien” var et latinsk exonym  der oprindeligt betegnede det geografiske område øst for Rhinen, herunder Sarmatia. Dette navn blev benyttet af romerne efter Julius Cæsars erobring Gallien, da man overtog et lokalt keltisk betegnelse for ”naboer”.  Siden har man brugt betegnelsen ”germansk” for den indoeuropæiske sproggruppe som var udbredt i primært Nord- og Vesteuropa i jernalderen, de sprog der siden udviklede sig til fx dansk, svensk, norsk, islandsk, nederlandsk, tysk og engelsk.
Skriftlige kilder, arkæologiske fund og kulturelle levn har vist at gudenavne og religiøse forestillinger var nært beslægtede. Dialektale forskelle betyder at navne blev skrevet og udtalt en smule forskelligt, men ikonografiske detaljer og lingvistiske studier har vist, at der fandtes en fælles-germansk mytologi. Dog har der også været mange både regionale og kronologiske forskelle. [kilde mangler]
Østgermanske stammer bosatte sig i første omgang i området ved Sortehavets nordlige bred, siden i Italien, Sarmatia, Dacia, Illyrien og den Iberiske halvø, men de har kun efterladt meget få spor af deres religiøse forestillinger.
Befolkningerne i de germansktalende lande gik gradvist over til kristendommen i løbet af tidlig middelalder, først i de sydlige områder, senere også i de nordlige; det sidste større hedenske germanske område var Sverige, hvor kristendommen først blev dominerende i 12. århundrede. Mange af de førkristne myter overleverede dog langt op i middelalderen som legender og folkeeventyr, og religiøse forestillinger blev en del af den lokale folklore mange steder. Desuden har mange gudenavne overlevet i stednavne og navnene på ugens dage.

## Aser, Ósses, Éses
De germanske hovedguder tilhørte en gruppe der i Norden blev kaldt Æsir, fra det øvrige Germanien gudegrupper med parallelle navne; fx Ós i England, És i Tyskland. Navnet stammer sandsynligvis fra den protogermanske betegnelse *ansuz, der måske betyder pæl, søjle eller bjergkæde. 
Den feminine form var ás-ynja (pluralis: ásynjur); endelsen -ynja kendes fra et fåtal andre navneord fra oldnordisk, hvor den angiver femininum formen af et dyr, fx apynja "hunabe" og vargynja "hunulv". Denne endelse er parallel med en moderne danske form -inde.
Jordanes bruger navnet anses om goternes guder  og Grimm rekonstruerede den oprindelige oldhøjtyske form som ans. Den protogermanske form *ansuz kan også have været brugt i Norden indtil 9. århundrede, fx blev navnet på en dansk viking, der var konverteret til kristendommen i 864, latiniseret fra Aslak til Ansleicus Den angelsaksiske form ōs er kun bevaret af ent præfiks, især i personnavne, og i en genitivform ēsa.
I modsætning til det nordiske ord ’’gud’’ blev betegnelse ’’as’’ aldrig overtaget og brugt i kristne sammenhænge. Brugen af det uddøde derfor i almindelig sprogbrug i middelalderen.

### Odin, Woden, *Wōđanaz
Odin (nordisk), Woden/Wodan (vestgermansk), *Wōđanaz/*Wōđinaz  (protogermansk); Navnet betyder “den rasende”. Han er de fleste steder opfattet som en dødsgud som bringer de døde fra de levendes land til et dødsrige. Han blev også forbundet med shamanistiske traditioner. I den sene hedenske periode blev han især associeret med kongerne og krigerne, som han bragte både sejr og død på slagmarken. Efter kristningen af Nordeuropa levede han mange steder videre i folkloren som leder af den vilde jagt.
*Wōđanaz eller *Wōđinaz er et rekonstrueret udgave af Odins navn fra den protogermanske periode. Han var sandsynligvis identisk med den guddom romerske forfattere sammenlignede med deres egen Merkur og ham Tacitus beskrev som regnator omnium deus. Selvom Odin måske havde overtaget *Tiwaz position som overgud i løbet af germansk jernalder, så optræder han som den øverste guddom i alle kendte kilder til germansk religion. Der kendes ingen paralleller til Odin udenfor det germanske område, hverken af etymologisk eller religiøs karaktér. Hypotesen om dette skifte i overgud bygger primært på strukturer og gudehierarkier fra andre indoeuropæiske kulturer og er derfor umådeligt svær at bevise.
Levn fra dyrkelsen af Odin kendes fra både et vidtstrakt område og en lang tidsperiode; mere end ét årtusind skiller de tidligste romerske kilder til dyrkelsen af ham hos germanske stammer og de ældst kendte afbildninger af ham til de mytiske fremstillinger af ham fra de islandske eddatekster og den senmiddelalderlige folklore. Her kendes han fra mange lande, bl.a. England, Schweiz, Tyskland og Skandinavien. Så sent som fra 1593 kendes der fx en påkaldelse fra Mecklenburg, hvor ordene Wode, Hale dynem Rosse nun Voder (Wodan, tag nu foder til dine dyr) blev sagt over det sidste neg under høsten. 

### Thor, Donar,*Þunraz
Thor (nordisk), Thunor (saksisk), Þunor (angelsaksisk), Donar (oldhøjtysk og nederlandsk), *Þunraz (protogermansk); var sandsynligvis den mest populære gud i hedensk tid. Han var tordengud, kontrollerede vejret, og beskyttede menneskene mod de uhyrer og væsner der repræsenterede naturkræfterne. Hans navn hænger etymologisk sammen med ordet ”torden”. Fra hele det germanske område er der fundet mange genstande som kan forbindes med Thor, og mange lokaliteter har stednavne, hvori hans navn indgår. Hans navn nævnes allerede i de allerældste bevarede skriftlige kilder skrevet af germanere, og han var stadig en meget populær guddom i den sene hedenske periode i vikingetidens Skandinavien. Han blev derved dyrket i mindst et årtusind. En meget stor del af de historier, der er bevaret fra den germanske mytologi, beskriver eller refererer til Thors mange bedrifter og kampe mod uhyrer og jætter, hvilket vidner om hans store popularitet.
Hans store betydning i den germanske religion understreges af at han specifikt skal nævnes ved navn sammen med Odin og Saxnot i en ed fra 8. eller 9. århundrede, med hvilken nydøbte hedninge skulle afsværge deres tidligere tro.:
ec forsacho allum dioboles uuercum and uuordum, Thunaer ende Uuöden ende Saxnote ende allum them unholdum the hira genötas sint
 (Jeg forsager alle djævelens ord og gerninger, Thor, Odin og Saxnot, og alle de dæmoner de er sammen med)
Mange forfattere i middelalderen identificerede Thor med den romerske guddom Jupiter (det gælder Saxo, Adam af Bremen, Snorre Sturlason og Ælfric af Eynsham). Denne sammenligning stammer fra at de begge kontrollerede torden og lynild, er sønner af en jordgudinde og blev opfattet som den stærkeste af guderne. Egetræet blev ligeledes opfattet som helliget dem begge, og de kæmpede begge mod vældige uhyrer i myterne. Tacitus derimod sammenlignede Thor med den græsk-romerske helt Herkules pga. hans vældige kræfter og rolle som verdens beskytter.
Paralleller med en varierende grad af lighed kan findes i flere andre nordeuropæiske mytologier, fx den keltiske Taranis, den baltiske Perkunas (Baltic) og den slaviske Perun, de var alle knyttet til enten egetræer og torden eller begge dele. De finno-ugriske guder Torum, Thurms, Tere osv. havde flere ligheder med både Thor og Tyr.

### Frigg, Frige, *Frijō
Frigg (nordisk), Fri (saksisk)', Frige (angelsaksisk), *Frijō (proto-germansk); navnet betyder ”frue/hustru”.  Hun var Odins hustru og fungerede de fleste som kærlighedsgudinde. I nordisk sammenhæng optrådte hun hovedsageligt som mor og hustru, og associeret med gifte kvinder, mens Freja var kærlighedsgudinden.

### Tyr, Týr, Tīw,*Tîwaz
Tyr (dansk) Týr (nordisk), Ziu (olhøjtysk), Tīw (angelsaksisk), Tyz (gotisk), *Tîwaz (protogermansk) blev i den sene nordiske form associeret med kamp og heroisk dåd.
Oprindeligt kan Tyr havde været himmelgud og gudernes konge i den germanske religion, men den position var med tiden blevet overtaget af Odin og Thor. [kilde mangler] Denne hypotese bygger især på den etymologiske baggrund for navnet Tyr. Det stammer sandsynligvis fra det protoindoeuropæiske ord *deywos, der betyder "gud", og var derved beslægtet med mange af de andre gudekonger i de indoeuropæiske kulturer, fx den græske Zeus og den romerske Jupiter. [kilde mangler] Dette skifte fandt måske sted i løbet af germansk jernalder. Et andet levn der kan lede til det samme spor er den sydgermanske gudinde Zisa; Tacitus omtaler i Germania en germansk stamme der tilbad Isis, som måske er identisk med den dea Ciza der omtales i 1135 som Ciesburcs (Augsburg) skytsgudinde.  I en prædiken fra Wessobrunn betegnes allemannerne som Cyowari (dyrkere af Cyo), hvilket er en mandlig guddom, og at byen Ciesburc er opkaldt efter ham. 
En inskription på et alter fra 3. århundrede som stammer fra det romersk fort Vercovicium i Northumberland indeholder navnet Mars Thingsus (Thincsus). Det er blevet foreslået, at alteret er blevet rejst af frisiske lejetropper som var udstationeret ved Hadrians mur i Romersk Britannien, og at navnet betyder tingets Mars.  Et af Tyrs aspekter fra senere beskrivelser er hans tilknytning til tinget, og dette kan derfor muligvis være et tidligt vidnesbyrd til denne guddom.
I de islandske skrifter, som er hovedkilden til germansk religion, optræder Tyr kun som en bleg bifigur. Han har kun en hovedrolle i et par myter, bl.a. den, hvor han mister sin højre hånd til Fenrisulven, da guderne vil lænke den. Det er dog meget usikkert om det er et resultat af at andre guder har overtaget hans mytologiske rolle.

## Vanir, Wonen, *Wanizaz
Vaner, Vanir (nordisk), Wonen (vestgermansk), *Wanizaz (protogermansk); var den ene af de primære gudeslægter, den anden var asernes. Denne gudegruppe var hovedsageligt knyttet til frugtbarhed, både i forbindelse med landbrug og med seksuel reproduktion. Fra nordisk sammenhæng kendes en myte om den første krig i verden, der blev udkæmpet mellem vanerne og aserne, den sluttede ved et forlig og de to slægter levede siden i fred. I det mytologiske materiale er skillelinjen mellem gudeslægterne ikke særligt præcis, i nogle kilde (fx Snorres Yngre Edda) er slægtskabsforholdene meget systematiserede, mens de i andre (fx Ældre Edda) ikke altid er helt tydelige.
Etymologisk stammer navnet øjensynligt fra den protogermanske betegnelse *Wanizaz, der igen har udviklet sig fra det hypotetiske *wen fra protoindoeuropæisk som betyder at stræbe eller vinde. Et andet muligt ophav kan være *wenos, som betyder vellyst. I Ældre Edda optræder vaner og alfer på en måde, så de kan tolkes som om de er af samme art; der skiftes fx mellem udsagnene "Æsir og Vanir" og "Æsir og Álfar" i betydningen "alle guder". Det kan enten betyde at vanerne var synonyme med alferne, eller at vanerne var hovedfrugtbarhedsguderne, mens alferne var mindre betydningsfulde frugtbarhedsguder. Vaneguden Frej herskede i alle fald som konge i alfernes hjemland Alfheim.
Den mytologiske beretning om krigen mellem vaner og aser har sammen med vanernes association med frugtbarhed fået nogle forskere til at foreslå, at vanerne i virkeligheden repræsenterede et ældre pantheon, der på et tidspunkt i løbet af jernalderen blev skubbet til side af asetroen, hvor jordguder blev erstattet af krigs og himmelguder. Denne teori havde en parallel i en lignende tolkning af titanernes rolle i græsk mytologi [kilde mangler] I Irland er der blevet fremsat lignende teorier om invaderende indoeuropæiske stammers erobring og undertvingelse af et oprindeligt folkeslag der dyrkede kvindelige frugtbarhedsguder. [kilde mangler] Udover de mytologiske beretninger om en krig mellem vaner og aser i urtiden findes der dog ingen kilder eller levn som viser tilbage til en sådan begivenhed. [kilde mangler]

### Frej, Freyr, Frø, Yngve,*Ingwaz
Frej (mo. dansk), Frø (gl. dansk) Freyr (nordisk); oprindeligt Yngvi (nordisk), Ing (vestgermansk), *Ingwaz (protogermansk). Han var i Norden en af de mest populære guder efter Odin og Thor, han var primært associeret med frugtbarhed og overflod. Selvom han hovedsageligt var en frugtbarhedsgud, havde han dog visse relationer til krigsførelse; særligt i forbindelse med forsvar af ejendom og rigdom. Transport rundt i landet på en vogn var et vigtigt element i hans kult.
Navnet stammer fra protogermansk *fráuja som betyder herre, på samme måde som hans søster, Frejas, navn betyder frue (*fráujo). Det navn var med stor sandsynlighed oprindeligt et tilnavn, hvor Yngve eller *Ingwaz var det oprindelige navn på guddommen. Ingui nævnes af Tacitus i Germania som gud for ingvæonerne. I senere kilder optræder Ingve som stamfader til det danske kongehus. Forbindelsen mellem disse to navne stammer fra formen Yngvi-Freyr som optræder i både Beowulf og Ynglingesaga, og kan være et levn fra kongernes rolle som kultledere i den hedenske periode; kongerne skulle således opfattes som personifikationer af guden i kraft af deres ledende rolle i ritualerne. [kilde mangler]
De legendariske danske konger ved navn Frode der optræder i både Gesta Danorum og i Ynglingesaga var sandsynligvis også aspekter af Frej-figuren. Deres regeringstider beskrives som særligt rige guldaldre, og én af dem hos Saxo føres endda rundt i landet på en vogn efter sin død.
Nogle af de katolske helgener der stammer fra Vesteuropa har flere lighedspunkter med Frej, fx domæne og ritualer der knyttes til dem. Den franske St. Blaise blev fx æret som skytshelgen for plovmænd og bønder, og i forbindelse med hans årlige fest den 3. februar blev en mand, som repræsenterede helgenen, placeret i en vogn der blev ført gennem hele landsbyens område. I Skandinavien og England havde St. Stefan ved juletid en rolle omkring julegrisen der var parallel med den Frej tidligere havde haft.  Ingen af de traditioner er liturgiske og er derfor sandsynligvis førkristne traditioner som er blevet overført til kristne figurer.

### Freja, Freya, Frîja,*Fraujôn
Frejs søster hed Freja (dansk), Freya (nordisk), Frîja (vestgermansk), *Fraujôn (protogermansk) som betyder ’’frue’’; på samme måde som Frejs navn betyder ’’herre’’ (den maskuline form, Fráuja, er dog helt forsvundet fra de germanske sprog).  Det vides ikke om hun tidligere var kendt under et andet navn. I nogle kilder bruges andre navne, fx Márdoll, Gefn, Vanadís og Vanabruð. I lighed med de øvrige guder af vanernes slægt var Freja først og fremmest frugtbarhedsgudinde, men hun blev især associeret til skønhed, kærlighed, ægteskab og sejd. Hun var skytsgudinde for børn og gravide kvinder, men modtog også halvdelen af de krigere som døde i krig; Odin modtog den anden halvdel. Freja var en af de mest populære af guderne over hele det germanske område.
Dyrkelsen af frugtbarhedsgudinder i de germanske er blevet påvist i årtusinder, men hvor længe Freja har været dyrket er usikkert. Tacitus nævner kort i sit værk Germania fra 1. århundrede e.v.t. en modergudinde, som dyrkes sammen med en mandlig partner; de er måske identiske med Freja og Frej.  Tacitus omtaler også gudinden Nerthus som etymologisk er forbundet med Njord, Frejas far i de nordiske myter. 
Frejas navn er muligvis også relateret til gudinden Friggs navn; i de sene nordiske kilder skelnes der skarpt mellem de to figurer, men de i ældre kilder er den mindre skarpt. Etymologisk har deres navne samme ophav, og det er derfor svært, ud fra det fragmentariske kildemateriale fra den ældre periode, at afgøre om der dengang eksisterede to forskellige guddomme. I de to skrifter Origo Gentis Langobardorum (Longobardernes oprindelse) fra 6. århundrede og Historia Langobardorum  (Longobardernes historie) fra 8. århundrede omtales en gudinde ved navn Frea. Hun beskrives i begge skrifter både som kærlighedsgudinde og som Wodans (Odins) hustru, to roller der i de senere nordiske kilder er delt mellem Freja og Frigg. 
I den ene af Merseburg trylleformlerne fra 9. eller 10. århundrede optræder en gudinde ved navn Frîia eller Frûa, hun er blevet tolket som værende identisk med både Freja  og Frigg. 
Gudinden Freja blev ofte omtalt med titlen Vor (Søde) Frue, "Onze lieve vrouwe" (nederlandsk) og "Notre Dame" (fransk); Jomfru Maria fik efter overgangen til kristendommen den samme titel, og mange kirker i det germanske område fik navnet Vor Frue. [kilde mangler]

### Njord, Neorð,*Nerþuz
Njord (dansk), Njörðr (nordisk), Neorð (vestgermansk), *Nerþuz (protogermansk); var i den sene nordiske form gud for havet, skibsfart og dermed handel og fiskeri. Han var også far til guderne Frej og Freja, hvem deres mor var nævnes ingen steder, men i digtet Haustlöng fra Yngre Edda fortælles om Njords ægteskab med jætten Skade. I lighed med sine børn repræsenterede han rigdom.
Njords navn er en ækvivalent til Nerthus, den gudinde Tacitus omtaler i Germania, og det er blevet foreslået at Njord og Nerthus tidligere har udgjort et gudepar, i lighed med det senere par Frej og Freja, men at Freja på et tidspunkt har erstattet Nerthus. Dyrkelsen af søskendeparret Frej og Freja var mere udbredt end de bevarede myter egentligt viser, og det er ikke umuligt at de er en senere videreudvikling af parret Njord og Nerthus, hvoraf kun forestillingen om Njord overlevede ind i vikingetiden, i rollen som deres far. Både Frej og Freja blev udstyret med attributter som var parallelle med dem Tacitus tillagde Nerthus, fx at blive transporteret i en vogn. 
Den komparative mytolog Georges Dumézil videreudviklede en teori, der oprindeligt blev fremsat af Jacob Grimm; nemlig at helten Hadingus der optræder i første bog af Saxo Grammaticus' Gesta Danorum kunne være en bearbejdet udgave af guden Njord. [kilde mangler]

## Andre guder
I kilderne til den germanske mytologi optræder flere andre guder, hvoraf nogle kun kendes af navn eller kun optræder i én kilde. Nogle af dem har sandsynligvis kun været dyrket i et begrænset geografisk område eller i en kortvarig periode, mens andre optræder i flere kilder, som tågede bifigurer. Nogle af dem er er nævnt her:
- Jord,/Eorðe omtales i nogle kilder som Odins "hustru" eller elskerinde, et forhold der resulterede i guden Thor. Hun var selv datter af Nótt/Niht. Hun beskrives som passiv men latent kraftfuld, hvilket var oprindelsen til sønnens enorme styrke.

- Nótt/Niht var nattens gudinde og moder til Eorðe.

- Sól (nordisk), Sigel (angelsaksisk), *Sôwilô/*Saewelô (protogermansk) var solens gudinde.

- Måne (dansk), Máni (nordisk), var måneguden og bror til Sol.

- Eostre var ifølge Beda knyttet til det tiltagende lys om foråret og personificerede renhed, ungdom og fornyelse. Hun lagde ifølge samme kilde navn til påsken i England, men denne gud kendes udelukkende fra Bedas værk. Det er derfor omstridt hvorvidt hun reelt blev dyrket eller blot var Bedas egen opfindelse.[25]

- Seaxnéat eller Saxnot var den mytologiske stamfader til sakserne. Han blev tilsyneladende kun dyrket af dem, men han kan muligvis være identisk med Tyr.

## Jætter, jötnar,*etunaz
En jætte (dansk), jötunn (nordisk), eoten (angelsaksisk), *etunaz (protogermansk), også kaldet risar/bergrisar (nordisk) eller þurs (nordisk), þyrs (angelsaksisk), var i den germanske kultur en personifikation af naturkræfterne, som ofte blev opfattet som destruktive og fjendtligt indstillede overfor menneskene. Ordet jætte betød oprindeligt sandsynligvis grovæder eller menneskeæder.  Striden mellem guderne og jætterne er et af hovedmotiverne i de nordiske myter; i reglen fremstår de som fjender, men i nogle tilfælde også som hjælpere eller ligefrem seksualpartnere. Kampene mellem jætter og guder optræder mest i de myter, hvor Thor er hovedperson, mens der i andre myter i stedet fokuseres på de rigdomme eller den visdom nogle jætter besidder. I de myter er temaet ofte hvordan guderne tilegner sig de ressourcer. Jætterne blev normalt beskrevet som større end almindelige mennesker og vanskabte, selvom de i andre sammenhænge også kunne se normale ud.
Tacitus beretter i sin bog Germania om to folkeslag, som han kalder Hellusier og Oxioner. De er i hans beskrivelse en blanding af mennesker og kæmper, og den kan være bygget på germanske forestillinger om jættelignende væsner.
Forestillingen om jætter og kæmpevæsner levede videre over hele det germanske område ind i kristen tid. I engelske og tyske eventyr blev de beskrevet som farlige men dumme væsner, der boede i udkanten af menneskenes verden, fx i skove, bjerge eller huler. I Norden levede de videre under forskellige dialektiske former, så som trolde i Danmark og Sverige, mens man i Norge fx brugte betegnelsen tusse, som stammede fra det gamle ord þurs, om trolde og nisselignende væsner. Andre navne der var levende indtil for nylig var jutul/jøtul (direkte afledt fra jǫtunn), rise, tuss og gyger. [kilde mangler]

## Dværge, dvergar,*dweraz.
Dværge (dansk), dvergr (nordisk), dweorh/dweorg (angelsaksisk), twerc/gitwerc (oldhøjtysk), *dweraz (protogermansk) var mytologiske væsner som var knyttet til sten, underverdenen, dødelighed, held/lykke, magi og teknologi, herunder især metalarbejde. Næsten alle kilder til dværge-forestillingerne stammer fra Norden i den sene del af den førkristne periode, og her er dværge-konceptet under hastig udvikling. Derfor er det meget vanskeligt at udforme en præcis beskrivelse af dværge-figuren i den germanske religion, og usikkert om der på noget tidspunkt har været en almen og entydig forestilling af hvad en dværg var.
Fra senere kilder anes dog en nær forbindelse til alferne, en anden type vætte, fx indgår ordet ‘alf’ i flere dværgenavne (Álfr, Gandálfr og Vindálfr). Især er der mange paralleller til svartalferne. Ofte forbindes alle disse væsner til døden og underverdenen, og bliver i visse tilfælde ligefrem opfattet som afdøde menneskers i en ny skikkelse. Ordet dværg kan derfor være beslægtet med ordet 'draugr', som betyder genganger. Dværge kan derfor muligvis være opstået ud fra en forfædrekult.  Af udseende blev de ofte beskrevet med bleg hud og mørkt hår, og de levede under jorden, hvilket også kunne tyde på en forbindelse til døden.
Meget tyder på at opfattelsen af at dværge var mindre end mennesker var en senere udvikling, da dværge som beskrives specifikt som små først dukker op i 13. århundrede. I de ældste fremstillinger optræder de med samme størrelse som mennesker.  Det var i øvrigt en udvikling mange andre mytologiske væsner gennemgik i den post-hedenske tid. Ordet dværg kan dog også stamme fra det protoindoeuropæiske ord *dhwergwhos, der betyder ’noget småt’, hvilket kunne tyde på at de blev opfattet som små fra tidlig tid. 
I løbet af middelalderen fik de også en drilagtig og småkomisk karaktér, deres fysiske attributter blev nærmest overdrevet, da de blev forkrøblede, meget små og grimme. Deres forbindelse til det underjordiske blev også forstærket, og deres magiske evner større. De blev efterhånden også associeret med andre overnaturlige væsner fra folketroen, fx trolde, nisser og feer. Dværge-figuren blev i realiteten nu meget forskellige fra hvad den havde været i den førkristne tid.  Dværgen blev også en populær figur i folkeeventyrene; berømte eksempler er bl.a. Rumleskaft og de syv dværge i Snehvide. I den nyere fantasylitteratur er dværgen også en meget brugt figurtype.

## Alfer, Álfr, Ælfs, Elbe,*Albi-z
En alf (dansk), álfr (nordisk), alp (oldhøjtysk), ælf (angelsaksisk), *albi-z (protogermansk) var et overnaturligt lysende væsen, der ifølge flere kilder levede i himlen, men som også havde stærke relationer til dværge, svartalfer og vaner. Der findes Ingen overleverede mytiske beskrivelser fra førkristen tid, hvor alfer optræder, og det er højst usikkert om sådanne overhovedet har eksisteret. De ældste beskrivelser af alfer stammer fra nordiske kilder, men, da forestillinger om alfer var vidt udbredt over hele det germanske område i middelalderen, har de med stor sandsynlighed en fælles rod i oldtiden. [kilde mangler]
Selvom alferne aldrig optræder som en klart defineret gruppe, så tyder de overleverede kilder på at de blev opfattet som magtfulde væsner i menneskelignende skikkelse, men som havde et smukt og overjordisk ydre. Helte kunne blive ophøjet som alfer efter deres død, det gælder bl.a. Vølund som betegnes álfa ljóði (alfernes konge) i digtet Völundarkviða. Etymologisk er navnet alf relateret til det protoindoeuropæiske begreb *albh- som betyder lys, lysende eller hvid,  og i flere af de beskrivelser der findes af alfer optræder de som stærkt skinnende eller selvlysende. De beskrives også som åndevæsner der kan passere gennem lukkede døre og vægge på samme måder som spøgelser i den moderne folketro, sker i bl.a. Norna-Gests þáttr. I førkristen tid var alferne særligt knyttet til Frej og frugtbarhedskulten og sandsynligvis forfædrekult, da de i flere fortællinger associeres med afdøde slægtninge.
I tyske og engelske kilder fra middelalderen optræder lysende himmelboende væsner der i høj grad minder om de nordiske alfer under beslægtede navne som alp og ælf. Et fællestræk for disse overnaturlige skikkelser er deres skønhed kombineret med farlighed, de kunne nemlig optræde både som hjælpere og skadevoldere. I flere angelsaksiske tekster, som fx Beowulf, bliver alferne opfattet som dæmoner. I Skandinavien levede forestillingerne om alfer også videre. i Norge blev de i stigende grad synonyme med gruppen af underjordiske figurer som vætter, huldrefolk og med dværge, dvs. at de ikke længere optrådte som en selvstændig kategori. I Danmark og Sverige derimod fandtes fortsat i folketroen en bestemt gruppe af væsner som hed "älvor", "alfer" eller "elver", ofte blev de dog blandet sammen med de oprindeligt britiske feer. I den senere danske og svenske folklore var elver som regel smukke kvindelige væsner som levede under jorden i høje og som lokkede især yngre mænd i døden. 